# Pawłów (województwo łódzkie)
Pawłów – wieś w Polsce położona w województwie łódzkim, w powiecie bełchatowskim, w gminie Rusiec. Nazwa wsi pochodzi od imienia Paweł.
W XIX w. za Królestwa Polskiego Pawłów należał do gminy Dzbanki, w powiecie łaskim w guberni piotrkowskiej i jak podaje Słownik geograficzny Królestwa Polskiego i innych krajów słowiańskich było w niej 19 domów (zagród), 265 mieszkańców i zajmowała 275 mórg obszaru. Wieś należała do parafii Rusiec.
Po I wojnie światowej, w czasach II Rzeczypospolitej wieś terytorialnie należała do gminy Dzbanki (od 1930 do gminy Szczerców) w powiecie łaskim, w województwie łódzkim. Podlegała pod sąd pokoju w Widawie i sąd okręgowy w Łodzi.
W latach 1975–1998 miejscowość położona była w województwie sieradzkim.